# Велко Попович
Велко Попович е български просветен деец от Македония от XVII–XVIII век.

## Биография
Роден е в Кратово във втората половина на XVII век. През 1689 г. по време на Великата турска война заминава за Австрия заедно с изтеглящите се от Северна Македония и Косово австрийски войски. Работи в Буда в 1704 г., а в 1706 г. с Арсений III Черноевич отива в манастира Крушедол във Фружка гора. Автор е на ръкописен сборник, Върдачки препис, с различни слова, от 1704 г. В приписка към него Попович пише:
| „ | Сиа книга избранна различними слови, чрьтах ю у Будимскои вароши, диак Велко Попович отчьством же от Бльгарские земли, от места Кратова... | “ |